# Diego Muñiz Lovelace
Diego Muñiz Lovelace (Gijón, 6 de abril de 1951) es un diplomático español, desde el 6 de noviembre de 2010, embajador de España en Dinamarca, sustituyendo a Melitón Cardona Torres.

## Biografía
Licenciado en Derecho por la Universidad de Oviedo, con Premio Fin de Carrera. Ingresó en 1977 en la carrera diplomática. Estuvo destinado en las representaciones diplomáticas españolas en Suecia y Dinamarca. Ha sido subdirector general de Emigración y Participación en la Dirección General de Asuntos Consulares y Cónsul General de España en Hendaya y en Amberes. En 1996 pasó a desempeñar la Segunda Jefatura en la Embajada de España en Portugal y en 2001 la Segunda Jefatura en la Embajada de España en México. De mayo de 2004 a 2010 fue director general del Servicio Exterior.